# Krzyż Wojenny (Francja)

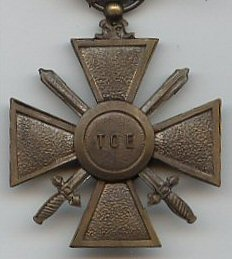
Rewers Krzyż Wojennego TOE produkcji lokalnej (skrót zamiast rozwinięcia nazwy)

Krzyż Wojenny (fr. Croix de Guerre, skr. CdG) – francuskie odznaczenie wojskowe.

## Klasy nadań odznaczenia
Nadania francuskiego Krzyża Wojennego oznacza się gwiazdami lub palmami (jedna gwiazda lub jedna palma oznacza jedno nadanie). Schemat ten został przyjęty we wszystkich wersjach CdG:
- brązowa gwiazda (étoile de bronze) – odznaczenie przyznane rozkazem brygady lub pułku
- srebrna gwiazda (étoile d’argent) – rozkazem dywizji
- złota gwiazda (étoile de vermeil) – rozkazem korpusu
- brązowa palma (palme de bronze) – rozkazem Armii
- srebrna palma (palme d’argent) – za 5 brązowych palm

W przypadku Krzyża Wojennego za II wojnę światową stworzono szóstą wersję oznaczenia nadania CdG - złotą palmę (palme de vermeil). Przyznawana była tylko gdy nadanie wypływało od narodu francuskiego.
Krzyż Wojenny mogą otrzymywać również cudzoziemcy, osoby cywilne, jednostki wojskowe i miejscowości.

## Odmiany odznaczenia

### Krzyż Wojenny 1914–1918 (Croix de Guerre 1914–1918)
W czasie I wojny światowej, 23 grudnia 1914, grupa deputowanych na czele z Georges'em Bonnefous'em złożyła w Parlamencie projekt ustawy o stworzeniu nowego odznaczenia wojennego będącego nagrodą dla wszystkich żołnierzy, których zasługi nie zakwalifikowały ich do nagrodzenia Legią Honorową i Medalem Wojskowym. Projekt został przyjęty jednogłośnie i już 4 lutego 1915 senacka komisja wojskowa opracowała projekt odznaczenia.
Krzyż Wojenny 1914–1918 ustanowiono 2 kwietnia 1915, był wręczany wojskowym za odwagę, zwłaszcza żołnierzom wyróżnionym w rozkazach jako odznaczającym się. Od początku przyznawany był również całym wyróżniającym się w walce jednostkom wojskowym. Kawalerowie Medalu Wojskowego i Legii Honorowej automatycznie otrzymywali Krzyż Wojenny.
Wersje pierwszowojenne CdG różniły się między sobą tylko datami na rewersie: u góry zawsze znajdowała się data „1914” zaś pod nią aktualna data roczna konfliktu kończąc na „1918”.
Przyznawanie Krzyża Wojennego za I wojnę światową zakończyło się 18 października 1921 i wyniosło ok. 2 mln 65 tys. nadań, z czego mniej więcej jedna trzecia pośmiertnie. Najwięcej, bo 30 razy otrzymał go lotnik kpt. Charles Nungesser – 28 rozkazem armii i 2 razy rozkazem pułku.

### Krzyż Wojenny 1939–1945 (Croix de Guerre 1939–1945)
Po wybuchu II wojny światowej, 26 września 1939, bazując na wersji pierwszowojennej ustanowiono nową odmianę Krzyża Wojennego z datą „1939” na rewersie i nieco zmienioną wstążką nawiązującą do pierwszowojennej.
30 września 1942 Komitet Wolnej Francji reaktywował CdG nadając z rewersem bez daty lub bez wykończonego rewersu (produkcja londyńska). Reszta wyglądu pozostała bez zmian. W 1943 nadawanie przejął Francuski Komitet Wyzwolenia Narodowego, który 7 stycznia 1944 powrócił do wersji z datą „1939” na rewersie (od czerwca nadawaniem zajmował się Rząd Tymczasowy Republiki Francuskiej) kończąc tym samym nadawanie wersji bez daty i bez wykończonego rewersu.
Ostateczna wersja odznaczenia wydawana po wojnie posiadała na rewersie daty „1939–1945”, była nadawana przez Rząd Tymczasowy i IV Republikę.
Przyznawanie Krzyża Wojennego za II wojnę światową zakończyło się 1 kwietnia 1956 a całkowita liczba nadań wyniosła ok. 250 tys. jednak wciąż możliwe jest przyznanie go pod warunkiem przedstawienia odpowiednich dokumentów. Najwięcej razy otrzymał go lotnik ppłk Pierre Clostermann – 27 nadań rozkazem armii i raz od narodu.

### Krzyż Wojenny TOE (Croix de guerre des Théâtres d’opérations extérieurs)
30 kwietnia 1921 ustanowiony został Krzyż Wojenny Zamorskich Teatrów Działań Wojennych (w skrócie T.O.E.) dla żołnierzy francuskich walczących w koloniach, posiadłościach zamorskich i innych strefach francuskich interesów, poza oboma wojnami światowymi. Odpowiada ona wersją odznaczenia za wojny światowe.
Jak dotąd Krzyż Wojenny TOE został przyznany za udział w walkach w:
- Lewancie (1918–19), Oriencie (1918–20) i Maroku (1918)
- Francuskiej Afryce Równikowej (1919)
- Francuskiej Afryce Zachodniej (1918–21)
- Indochinach (1918–22)
- rosyjskiej wojnie domowej (1918–22)
- misjach wojskowe w krajach bałtyckich, w Polsce, na Górnym Śląsku, w Czechosłowacji, w Rumunii i na Węgrzech (1918–21)
- wojnie o Rif (1925–26)[9]
- I wojnie indochińskiej (1946–54 )
- w walkach na Madagaskarze (1947)
- wojnie koreańskiej (1950–53)
- inwazji na Egipt (1956)
- I wojnie w Zatoce Perskiej (1991–92)
- Kosowie (1999)

Nie jest znana dokładna liczba nadań Krzyża Wojennego TOE w czasie wszystkich konfliktów. Rekordzistą w ilości nadań był komandos gen. korpusu armii Marcel Bigeard – 12 nadań rozkazem armii, dwa rozkazem korpusu i trzy dywizji za I wojnę indochińską.

### Wersje wycofane
Prócz państwowych wersji za I i II wojnę światową oraz zamorskie teatry operacyjne istniały trzy drugowojenne odmiany Krzyża Wojennego, które dekretem CFLN z 7 stycznia 1944 nie weszły w skład systemu odznaczeń Republiki Francuskiej:
- Croix de guerre d'Algier (dite Giraud) – 16 marca 1943 w Algierii gen. armii Henri Giraud ustanowił Krzyż Wojenny z dwiema skrzyżowanymi flagami na awersie i datą „1943” na rewersie. Jej kolory nawiązywały do zwykłej wstążki drugowojennej ze zmianą barwy zielonej na granatową. Przyznawany był on żołnierzom Armii Afryki za walki przeciwko Niemcom i Włochom w Tunezji, w 1943, w liczbie ok. 1000 nadań.

- Croix de guerre de l’État Français:
  - Croix de Guerre 1939–1940 – 28 marca 1941 rząd Vichy ustanowił własny Krzyż Wojenny mający na rewersie daty „1939–1940” i wstążkę nawiązującą do pierwszowojennej (zamiast barwy czerwonej pojawiła się czarna). Był on nadawany za walki w Saarze i I bitwie o Francję. Powstała także wersja ze zmienionym awersem oraz różnymi rewersami, której nadawania nigdy nie rozpoczęto. Dokładna liczba nadań nieznana.
  - Croix de guerre de la Légion des Volontaires Français – 18 lipca 1942 władze kolaboracyjne ustanowiono specjalną wersję dla walczących na froncie wschodnim żołnierzy Legionu Ochotników Francuskich. Wydano ok. 400 krzyży[10].

## Wzór dla innych odznaczeń
Francuski Krzyż Wojenny stanowił wzór dla analogicznych odznaczeń, ustanowionych m.in. w Belgii, Luksemburgu i Wietnamie.
Z powodu, iż wojna algierska aż do 1999 nie była we Francji określana mianem konfliktu zbrojnego (uznawano ją za operację bezpieczeństwa i utrzymania porządku) żołnierzom tam walczącym nie przysługiwał Krzyż Wojenny TOE. Z tego powodu władze francuskie ustanowiły 11 kwietnia 1956 nowe odznaczenie będące odpowiednikiem Krzyża Wojennego w czasie pokoju – Krzyż Waleczności Wojskowej. Przyznaje go się za zasługi w misjach pokojowych i w czasie służby w kraju.

## Wygląd krzyża

### Wersje państwowe
Wszystkie odmiany CdG zachowują tę samą formę krzyża równoramiennego z rozszerzającymi się ramionami (krzyż kawalerski) o wymiarach 37 × 37 mm i okrągłą tarczą pośrodku. Pomiędzy ramionami krzyża znajdują się dwa skrzyżowane miecze, skierowane ostrzami do góry. Na awersie na środku tarczy znajduje się popiersie Marianny, z prawego profilu, w czapce frygijskiej. W otoku tarczy znajduje się napis RÉPUBLIQUE FRANÇAISE (Republika Francuska) i wieniec. Na rewersie w tarczy widnieją daty/opisy, zależnie od wersji Krzyża:
- I wojna światowa: „1914–1915”, „1914–1916”, „1914–1917”, „1914–1918”
- II wojna światowa: „1939”, „1939–1945”; istniała także wersja londyńska bez daty oraz bez wykończonego rewersu[g][12]
- zamorskie teatry operacyjne: „THÉÂTRES D’OPÉRATIONS EXTÉRIEURS” (produkcja państwowa), „TOE" (produkcja lokalna)

Było dozwolone ozdabianie krzyży drogocennymi kamieniami (własnym sumptem posiadacza).

### Wersje wycofane
Giraudyjski CdG od podstawowej wersji za II wojnę światową różnił się awersem, na którym zamiast Marianny widniały dwie skrzyżowane flagi Francji. Na rewersie znajdowała się data "1943".
Mimo zmiany systemu i nazwy państwa awers Krzyża z Vichy z 1941 pozostał niezmieniony i jedynie na rewersie pojawiła się data „1939–1940”. Opracowany później nowy projekt odznaczenia, którego nadawanie nie zostało rozpoczęte, odbiegał od tradycji: na awersie widniała petainowska franciska i podpis „ÉTAT FRANÇAISE” (Państwo Francuskie) a na rewersach miały widnieć daty „1941”, „1942”, „1943”, „1944”, „1939–1941”, „1939–1942”, „1939–1943” lub „1939–1944”.
Krzyż Wojenny LVF ze wszystkich odmian odrzuconych przez Republikę Francuską wyróżniał się najbardziej: odznaczenie chociaż zachowało oryginalne rozmiary to utraciło skrzyżowane miecze, na awersie ramion pojawił się wieniec zaś pośrodku zamiast Marianny pojawił orzeł trzymający tarczę napisem FRANCE (Francja) i zarysem podziału na trzy barwy, spod której wychodziły cztery błyskawice. Na rewersie widniał napis CROIX DE GUERRE LÉGIONNAIRE (Krzyż Wojenny Legionisty).

## Przykładowe baretki

### I wojna światowa (III Republika)
wstążka zielona z siedmioma czerwonymi paskami
 baretka z brązową gwiazdą
 baretka ze srebrną gwiazdą
 baretka ze złotą gwiazdą
 baretka z brązową palmą
 baretka ze srebrną palmą

### II wojna światowa (III Republika, Wolni Francuzi, CFLN, Rząd Tymczasowy i IV Republika)
dwa pionowe szerokie paski czerwone na brzegach, cztery zielone paski przedzielone trzema wąskimi czerwonymi paskami pośrodku
 baretka z dwiema brązowymi gwiazdami
 baretka ze złotą gwiazdą
 baretka z brązową palmą
Wstążka do wersji giraudyjskiej miała paski koloru granatowego zamiast zielonego.

### Zamorskie Teatry Działań Wojennych (III, IV i V Republika)
środkowy pas niebieski szerokości 18 mm i dwa pasy czerwone na brzegach szerokości 9 mm
 baretka z brązową palmą
 baretka z trzema brązowymi palmami, dwiema złotymi i dwiema srebrnymi gwiazdami oraz jedną brązową

### Państwo Francuskie
- Wojna 1939–1940:

 wstążka zielona z siedmioma czarnymi paskami, później szara z granatowymi paskami
- Legion Ochotników Francuskich:

 dwa pionowe szerokie paski czarne na brzegach, osiem zielonych pasków przedzielonych siedmioma wąskimi czarnymi paskami pośrodku

## Galeria

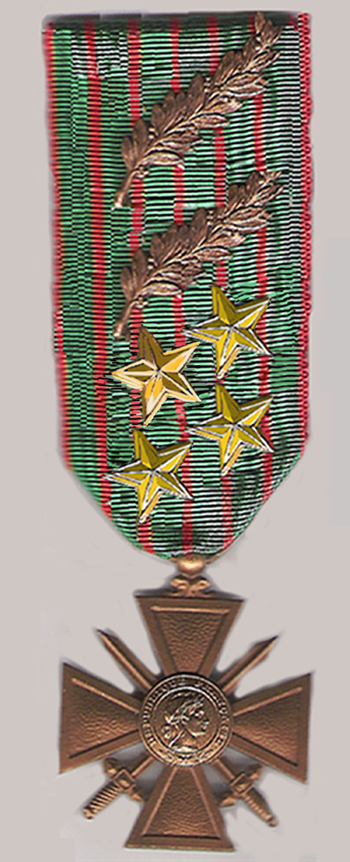
Krzyż Wojenny nadany dwukrotnie rozkazem armii i czterokrotnie rozkazem korpusu (dwie brązowe palmy i cztery złote gwiazdy)
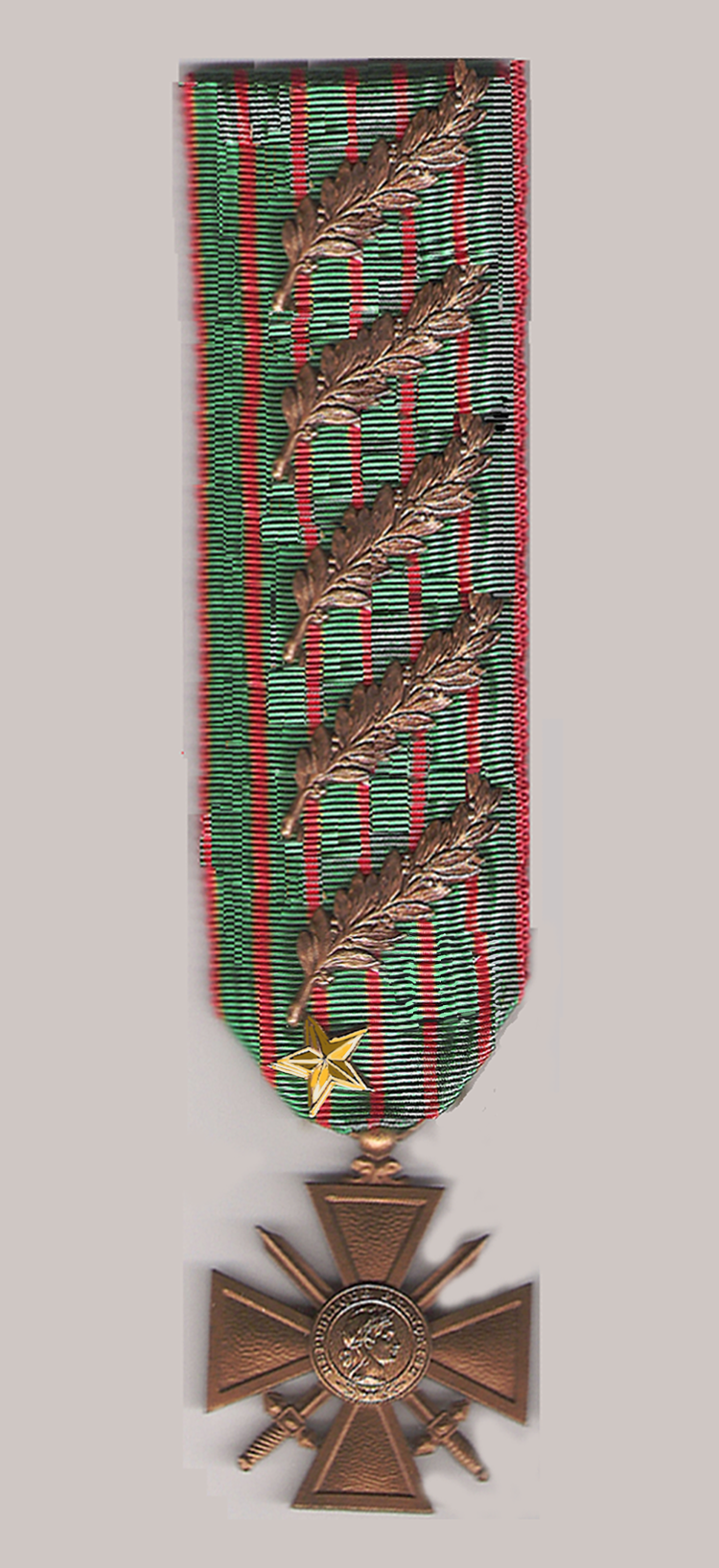
Krzyż Wojenny 1914–1918 nadany pięciokrotnie rozkazem armii i jeden raz rozkazem korpusu (pięć brązowych palm i jedna złota gwiazda); widoczny ślad po oderwanej gwieździe kolejnego nadania
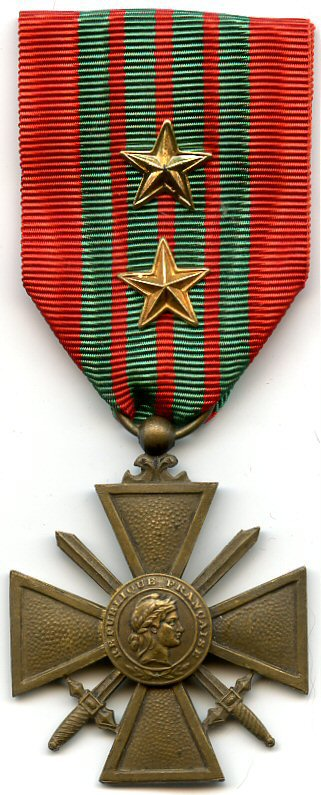
Krzyż Wojenny 1939–1945 nadany dwukrotnie rozkazem korpusu (dwie złote gwiazdy)
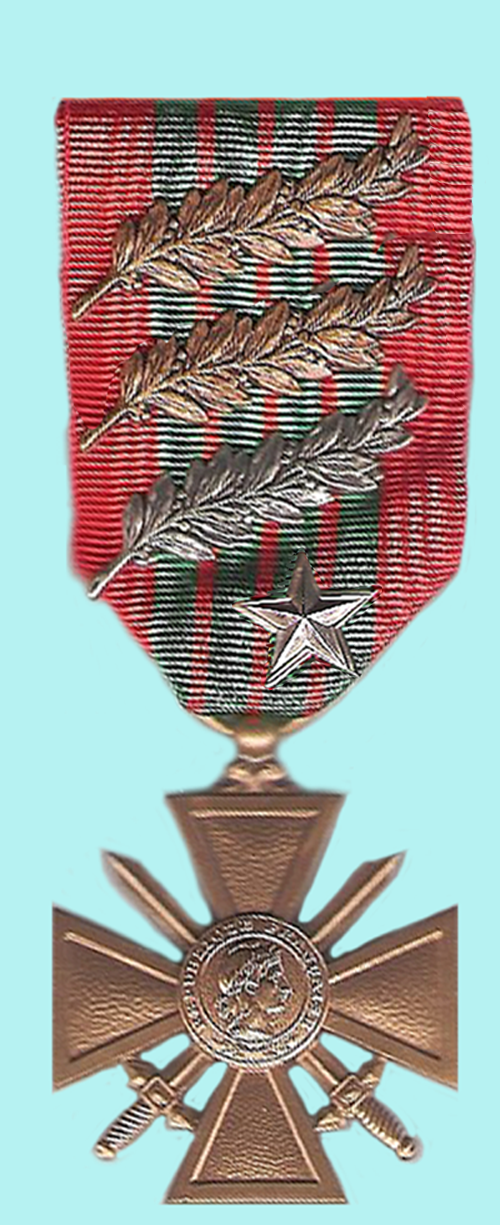
Krzyż Wojenny 1939–1945 nadany siedmiokrotnie rozkazem armii i jeden raz rozkazem dywizji (jedna srebrna palma, dwie brązowe i jedna srebrna gwiazda)
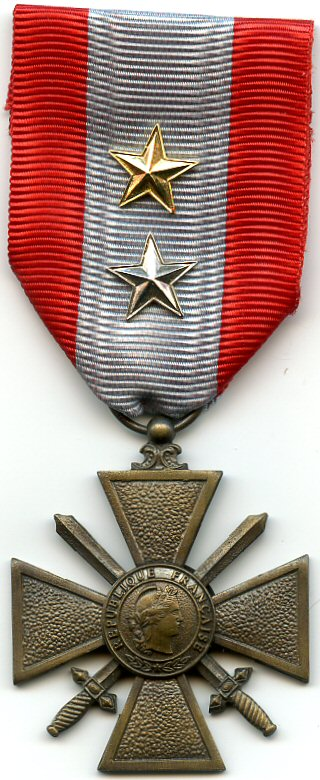
Krzyż Wojenny TOE nadany rozkazem korpusu i rozkazem dywizji (złota i srebrna gwiazda)
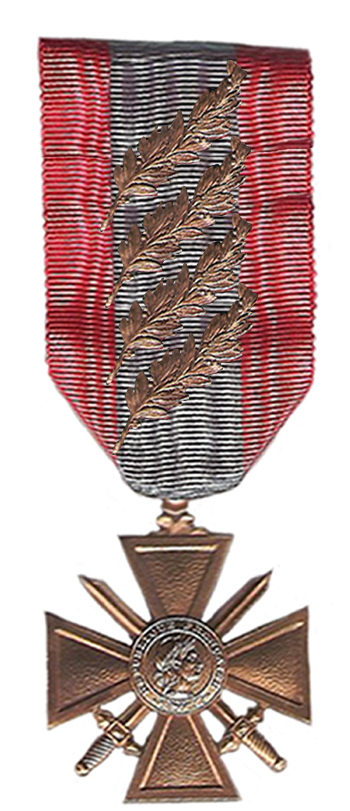
Krzyż Wojenny TOE nadany czterokrotnie rozkazem armii (cztery brązowe palmy)
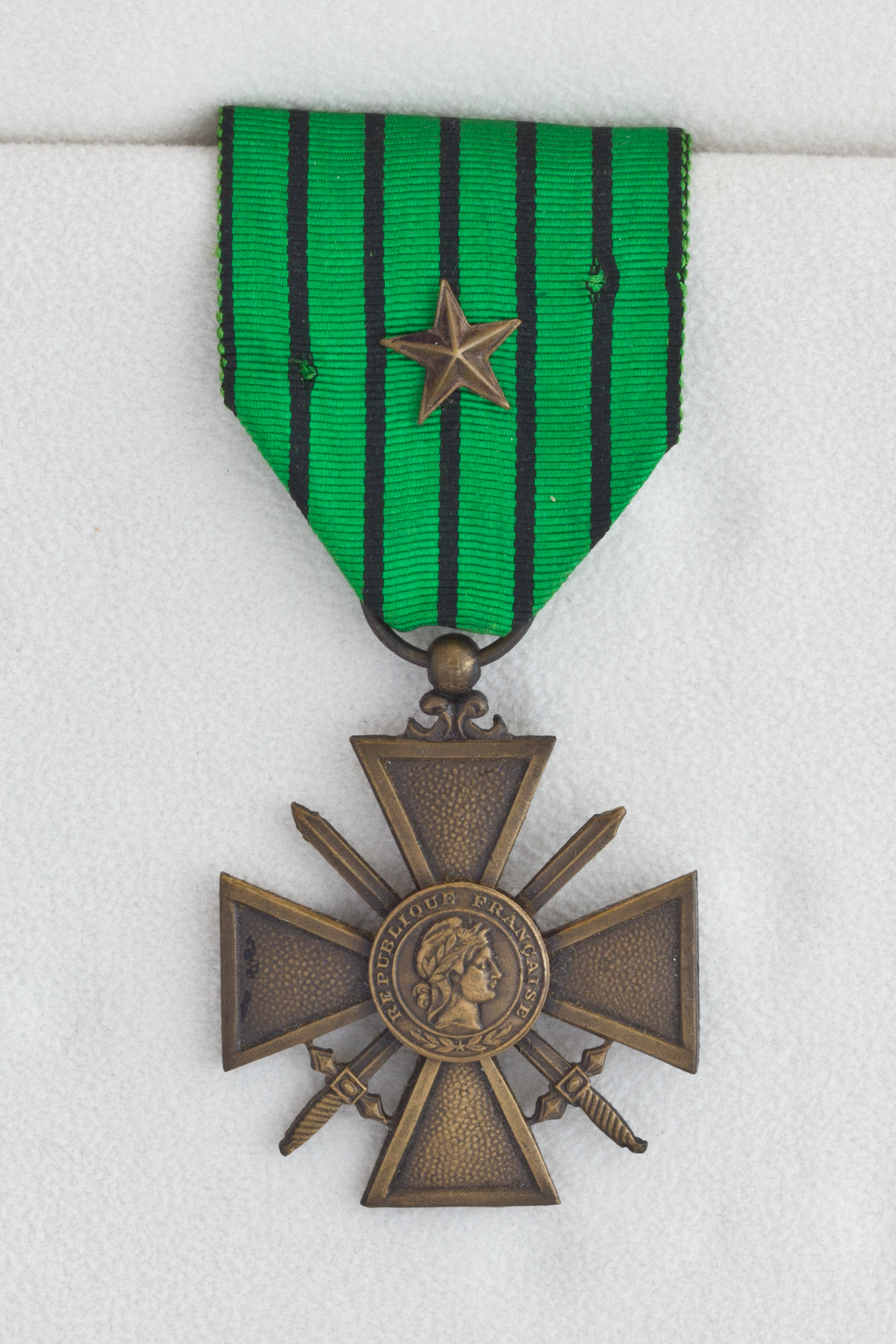
Krzyż Wojenny 1939–1940 nadany rozkazem pułku lub brygady (jedna brązowa gwiazda); ślady na wstążce wskazują, że oryginalnie znajdowała się na niej jedna palma (nadanie rozkazem armii)
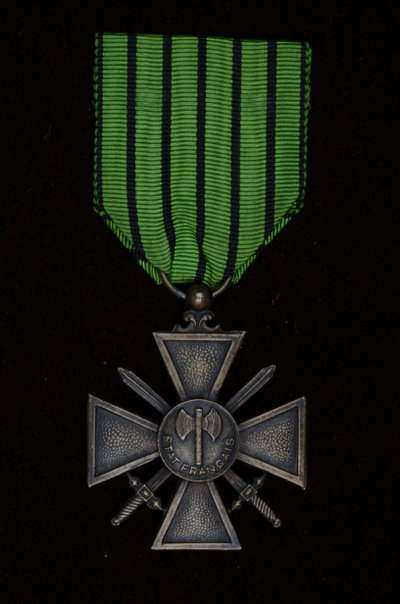
Krzyż Wojenny 1944 – projekt rządu Vichy
Krzyż Wojenny 1914–1918 w herbie Paryża
Krzyż Wojenny 1914–1918 i Krzyż Wojenny 1939–1945 w herbie Landrecies
Krzyż Wojenny 1939–1945 w herbie Lyonu